# دابید کال
دابید کال (اسپانیایی: David Cal‎؛ زادهٔ ۱۰ اکتبر ۱۹۸۲) قایقران اهل اسپانیا است.